# Rudy Stjernild
Rudy Stjernild er en tidligere dansk atlet medlem af Sparta Atletik.
Stjernild vandt fire danske mesterskaber i stangspring og blev på Heysel Stadion i Bruxelles 1950 nummer otte i EM-finalen med 3,80 efter at have kvalificeret sig til finalen med et spring på 4,00, samme år vandt han det åbne britiske mesterskab med 3,96.

## Internationale mesterskaber
- 1950 EM Stangspring 8. plads 3,80

## Danske mesterskaber
- Guld 1951 Stangspring 4,07
- Guld 1950 Stangspring 3,85
- Guld 1949 Stangspring 4,00
- Guld 1948 Stangspring 3,85
- Sølv 1946 Stangspring 3,60
- Bronze 1945 Stangspring 3,70
- Sølv 1944 Stangspring 3,70

## Personlig rekord
- Stangspring: 4,16 23 september 1951.